# Lapethinus mexicanus
Lapethinus mexicanus is een keversoort uit de familie dwerghoutkevers (Cerylonidae). De wetenschappelijke naam van de soort werd in 1984 gepubliceerd door Stanislaw Adam Ślipiński.